# Barstow (Texas)
Barstow es una ciudad ubicada en el condado de Ward en el estado estadounidense de Texas. En el Censo de 2010 tenía una población de 349 habitantes y una densidad poblacional de 205,1 personas por km².

## Geografía
Barstow se encuentra ubicada en las coordenadas 31°27′42″N 103°23′44″O / 31.46167, -103.39556. Según la Oficina del Censo de los Estados Unidos, Barstow tiene una superficie total de 1.7 km², de la cual 1.7 km² corresponden a tierra firme y (0%) 0 km² es agua.

## Demografía
Según el censo de 2010, había 349 personas residiendo en Barstow. La densidad de población era de 205,1 hab./km². De los 349 habitantes, Barstow estaba compuesto por el 66.76% blancos, el 0.86% eran afroamericanos, el 0% eran amerindios, el 0.57% eran asiáticos, el 0% eran isleños del Pacífico, el 28.94% eran de otras razas y el 2.87% pertenecían a dos o más razas. Del total de la población el 78.51% eran hispanos o latinos de cualquier raza.